# Britzer Garten
Der Britzer Garten ist ein Landschaftspark, der am 8. Juli 1989 eröffnet wurde. Er stellt eine Erweiterung und Modernisierung der früheren Fläche der Bundesgartenschau von 1985 (BUGA 1985) dar, um der Bevölkerung im Süden West-Berlins einen neuen Naherholungsort zu bieten. Die bestehenden Anlagen und Flächen entstammen den Nachnutzungsvorhaben der BUGA, so wurden beispielsweise Ausstellungshallen im Umfeld zu Sporthallen.

## Lage und Geschichte
Der Britzer Garten wurde Mitte der 1980er Jahre für die BUGA 1985 auf Ackerflächen und zwischen umgebenden Kleingartenanlagen (Kolonien) und Gärtnereien angelegt. Die Kolonien blieben weitestgehend erhalten, einige mussten jedoch der Planung weichen und konnten in die Gestaltungskonzeption nicht einbezogen werden.
Der Britzer Garten, nach seiner Lage im Berliner Ortsteil Britz benannt, befindet sich am westlichen Rand des Berliner Bezirks Neukölln und grenzt an den Ortsteil Mariendorf. Er wird durch die Hauptstraßenachsen Mariendorfer Damm, Mohriner Allee, Buckower Damm und die Ortsteilgrenze Britz/Buckow eingefasst. Die Fläche westlich vom Hüfnerweg, begrenzt im Uhrzeigersinn von der vormaligen Hochspannungsleitung, Breitunger Weg (damals: Mariendorfer Weg), dem Marienfelder Weg (→ Massiner/Sangerhauser Weg) und durch die Neukölln-Mittenwalder Eisenbahn mit möglichem Bahnanschluss war Ende der 1920er Jahre bis um 1930 als Flugplatz (Britz) der Deutschen Versuchsanstalt für Luftfahrt projektiert. Den Zuschlag erhielt das Projekt in Johannisthal/Adlershof und so blieb das Britzer Gelände frei.
Am Rand der Hauptstraßen um den Britzer Garten befindet sich meist offene Wohnbebauung. Um das folgende BUGA-Gelände gab es bereits Dauerkolonien und Gärtnereien. Noch im Eröffnungsjahr 1985 bestand die planerische Absicht, eine Verlängerung der Berliner Stadtautobahn von der Anschlussstelle Gradestraße durch das Gartengelände hindurch bis zur Berliner Stadtgrenze zu bauen, um dort einen neuen Grenzübergang mit Weiterführung zum Berliner Ring einrichten zu können. Der Massiner Weg (vormals: Marienfelder Weg) wurde durch das BUGA-Gelände geteilt, so bekam der südwestliche an Mariendorf heranreichende Straßenabschnitt den Namen nach der Rosenstadt Sangerhausen, da er auf den BUGA-Rosengarten traf.
Im Sommer 1989 ließ die Bezirksverwaltung Neukölln Teile des Gartens neu anlegen.
Nach dem Mauerfall und der kompletten verwaltungsmäßigen Neuordnung Berlins nach 1990 erübrigte sich ein Grenzübergang, jedoch wurden die Pläne für die Fortsetzung der Stadtautobahn weiter verfolgt, ihr Verlauf jedoch den neuen Gegebenheiten angepasst. Neue Anschlussstellen entstanden oder sind noch im Bau wie Grenzallee oder Ostkreuz.

## Parkbeschreibung

Landschaftspark – Britzer Garten
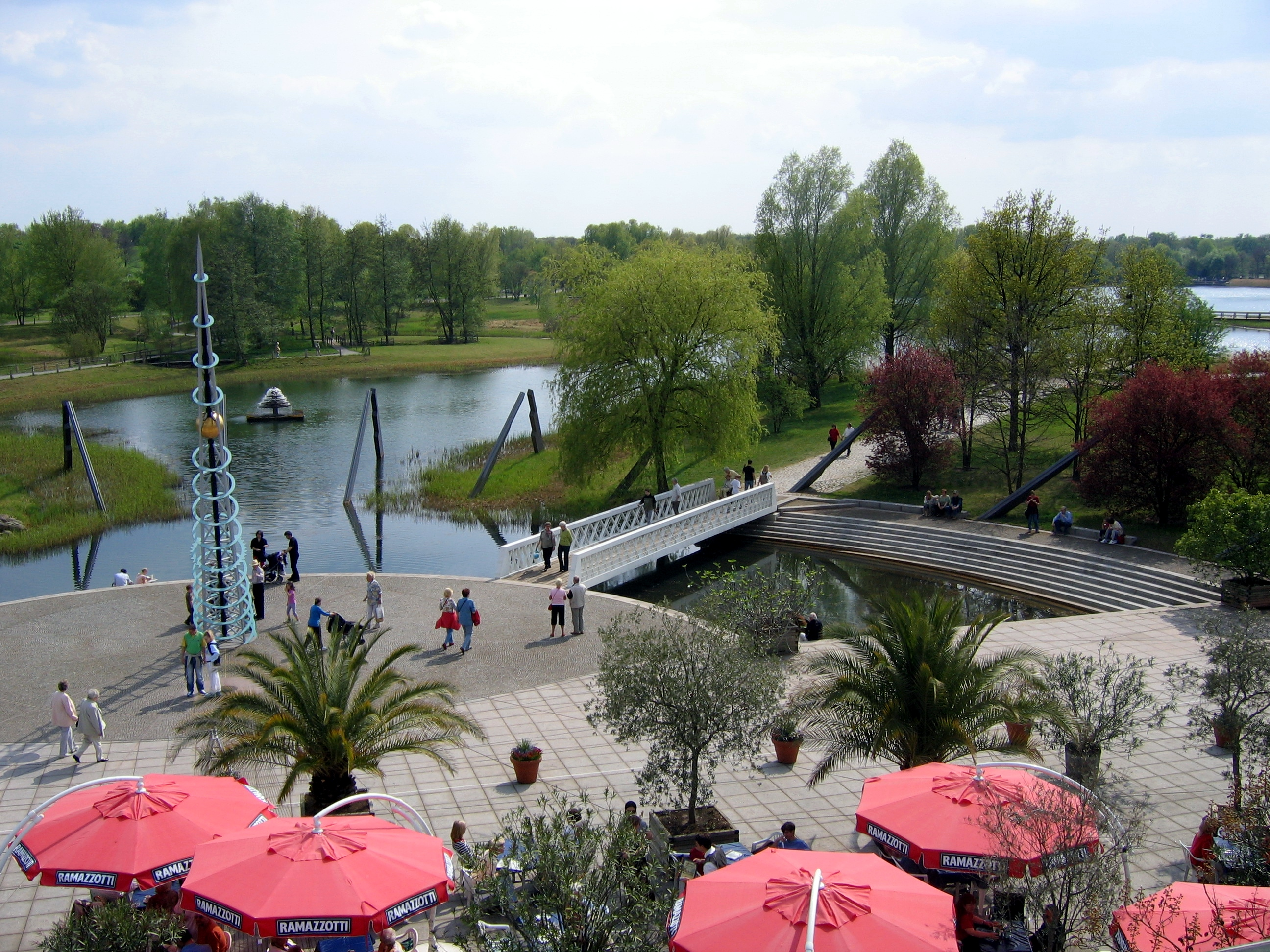
Kalenderplatz
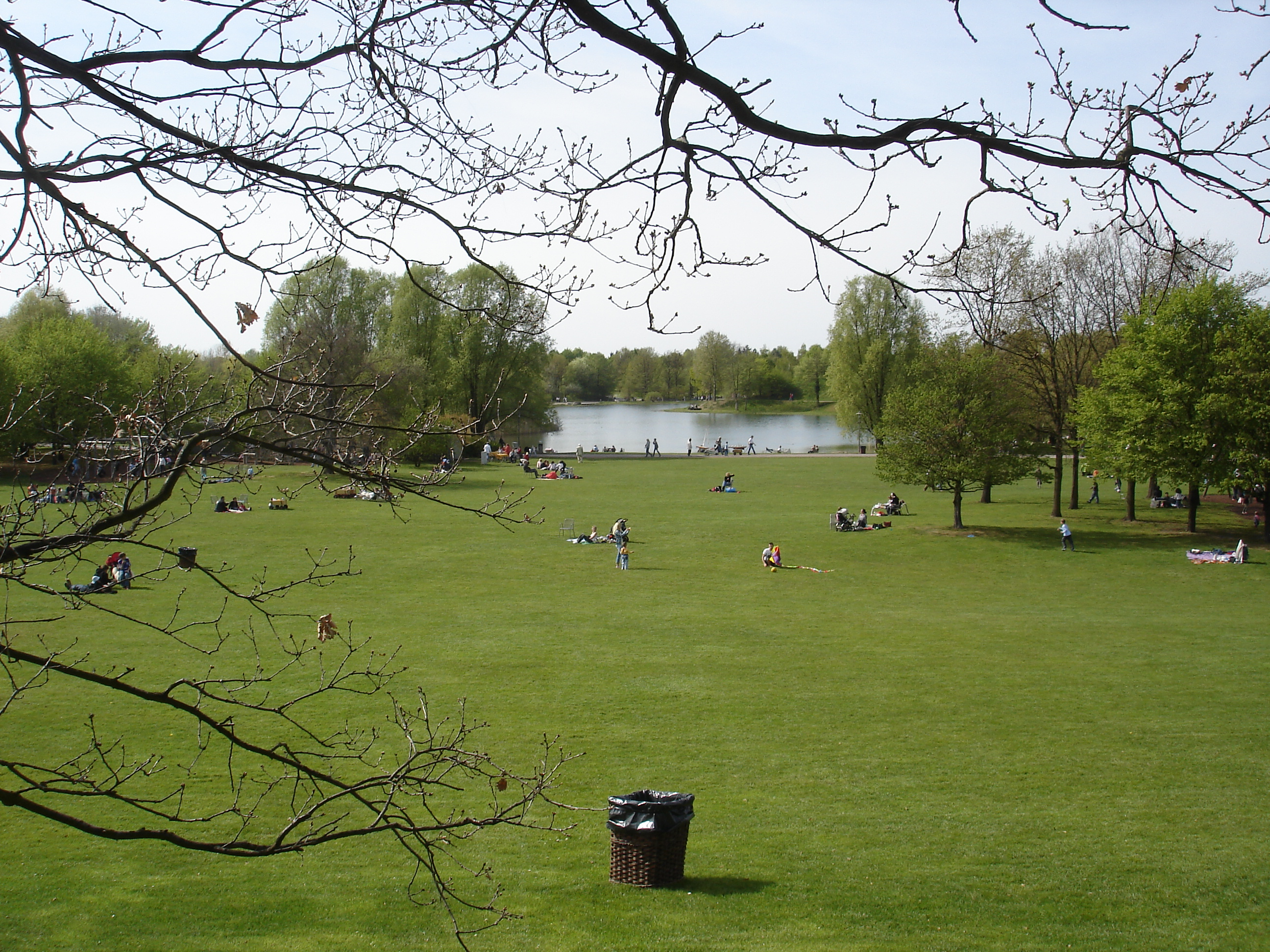
Festwiese
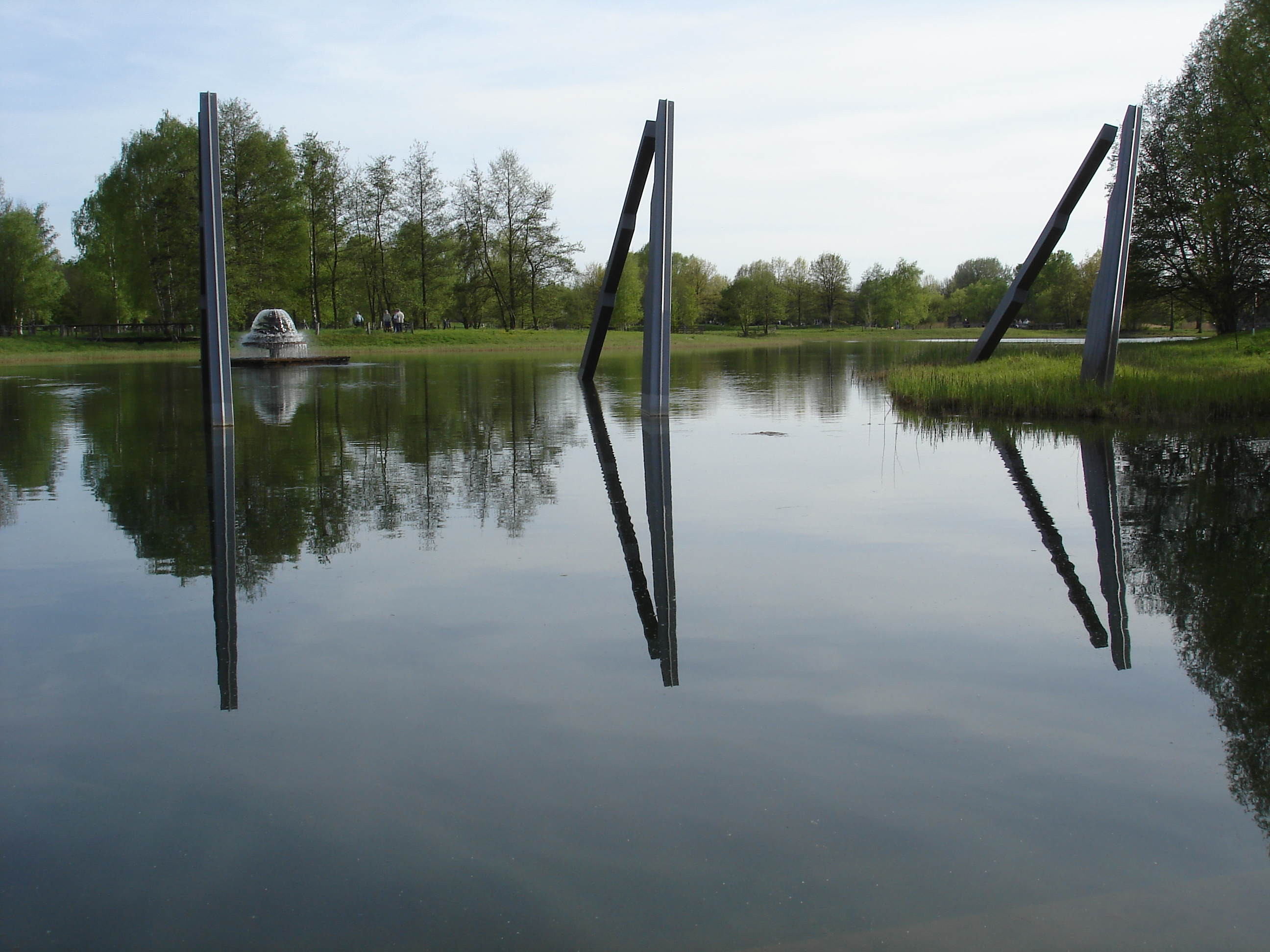
Teich am Kalenderplatz
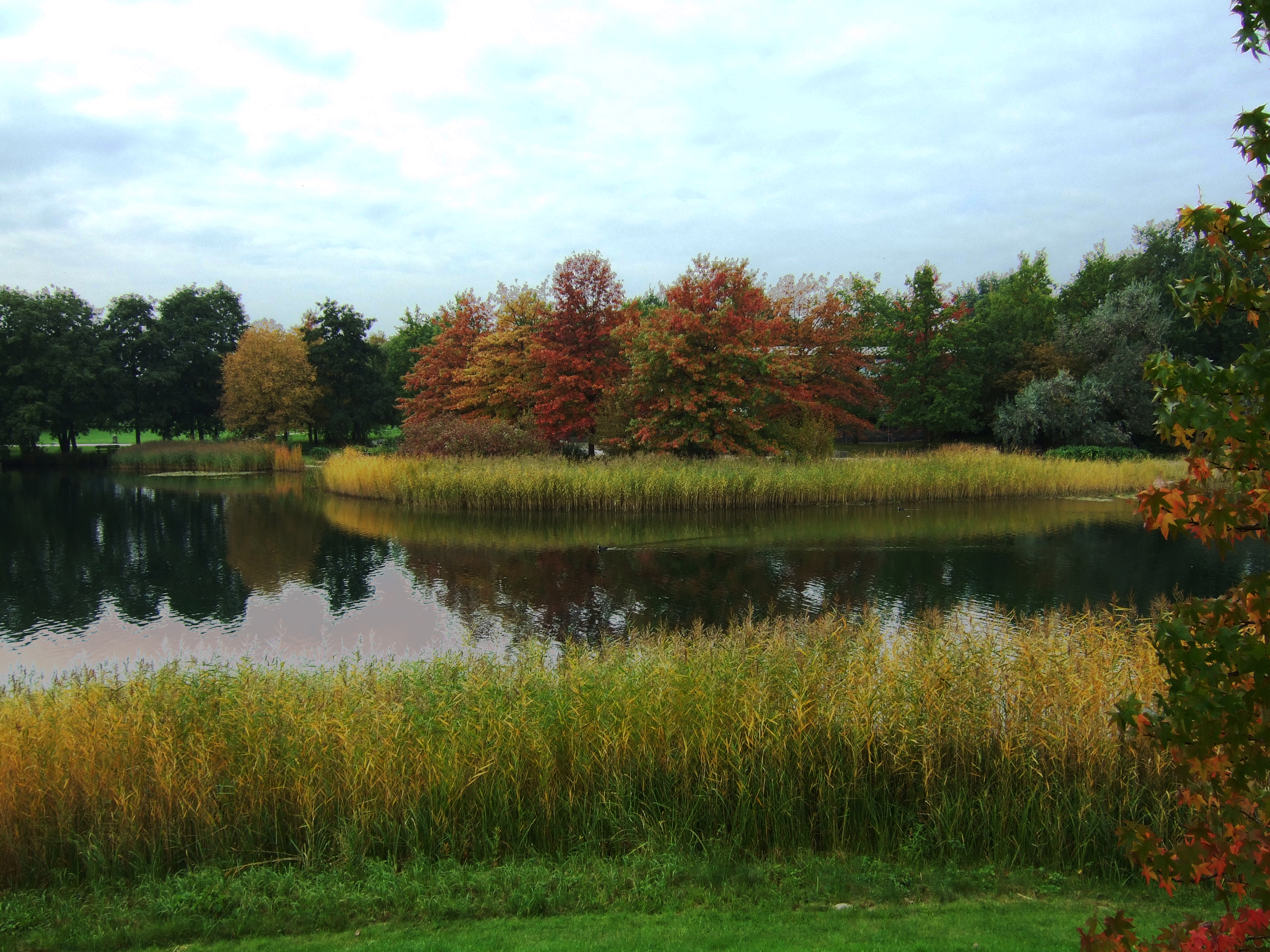
Herbststimmung
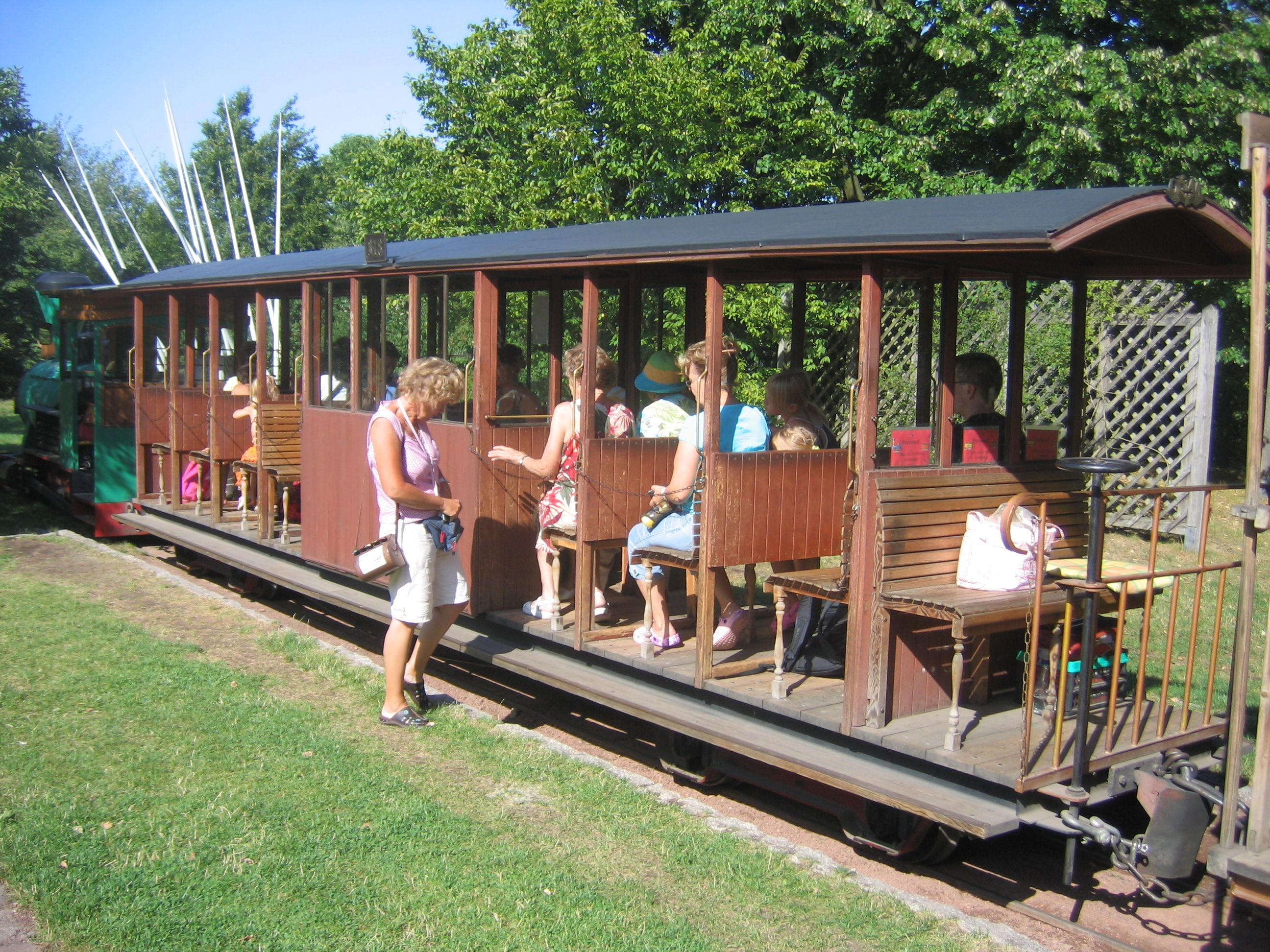
Parkbahn

### Überblick und Eingänge
Der Haupteingang des Gartens liegt im Südosten am Buckower Damm neben dem Parkfriedhof Neukölln unweit der Britzer Mühle. Den Vorplatz ziert die Brunnenplastik Fette Henne von Rolf Szymanski. Weitere Eingänge gibt es am Sangerhauser Weg (im Süden am Rosengarten), an der Tauernallee (südwestlich), an der Mohriner Allee (nordwestlich), am Massiner Weg (nordöstlich am Landeshaupthöhenpunkt) und am östlichen Rand an der Blütenachse, der durch diesen Privatweg der Kolonie ‚Goldregen‘ ab Hüfnerweg zugänglich ist. Parkmöglichkeiten befinden sich an den Eingängen Mohriner Allee, Buckower Damm und Sangerhauser Weg. Während die ersten beiden über das Busnetz der BVG gut erreichbar sind, liegen die Eingänge Tauernallee, Sangerhauser Weg oder über Blütenachse weiter von der Bushaltestelle am Quarzweg entfernt. Das Areal ist für Hunde und Radfahrer gesperrt, entsprechend sind Roller und Inliner nicht gestattet, um der Bewegung zu Fuß und der Erholung Raum zu geben.
Der Britzer Garten hat 90 Hektar Fläche und bietet Natur und Gartenkunst. Die Planungen stammen von den freien Garten- und Landschaftsarchitekten Wolfgang Miller und Georg Penker. Beteiligt waren auch die Gartenspezialisten Jürgen Dirk Zilling, Jasper Halfmann und Klaus Zillich, die die mit 99 Metern Durchmesser größte Sonnenuhr Europas geplant hatten. Die Geografie mit Seen und Erhebungen (Hauptsee mit Liebesinsel, Irissee, Wildspitz) ist künstlich angelegt. Der Hauptsee umfasst zehn Hektar, an seinen naturbelassenen Ufern wächst Schilf und zahlreiche Wassertiere haben hier ein geschütztes Biotop.
Sehenswerte Teile des Gartenensembles sind
- der Rosengarten,
- ein Rhododendronhain,
- der Heidehof,
- Spiellandschaften und ausgedehnte Liegewiesen,
- Architektur und Kunst, wie der Karl-Foerster-Pavillon, ein Hexengarten und Themengärten,
- bunte Blumenbeete und deren Nachzieher wie
- Schwäne und Gänse, sowie angesiedelte Fische, wie Karpfen, Welse und Rotfedern.

Organisatorisch gehört der Britzer Garten zur landeseigenen Grün Berlin Park und Garten GmbH, zu der unter anderem die Britzer Mühle, die Gärten der Welt (1987 als Berliner Gartenschau eröffnet), Natur-Park Schöneberger Südgelände (ehemaliges EXPO-2000-Projekt), der Park am Gleisdreieck und große Teile des Treptower Parks gehören. Die Öffnungszeiten variieren je nach Saison und der Eintritt ist kostenpflichtig. Die Kassen werden um 9 Uhr geöffnet, von April bis September schließen sie um 20 Uhr, im März und Oktober um 18 Uhr und von November bis Februar um 16 Uhr. Geöffnet ist der Park jederzeit bis zum Einbruch der Dunkelheit. Während der Veranstaltung Feuerblumen und Klassik Open Air gelten gesonderte Zugangsbedingungen.

### Britzer Parkbahn

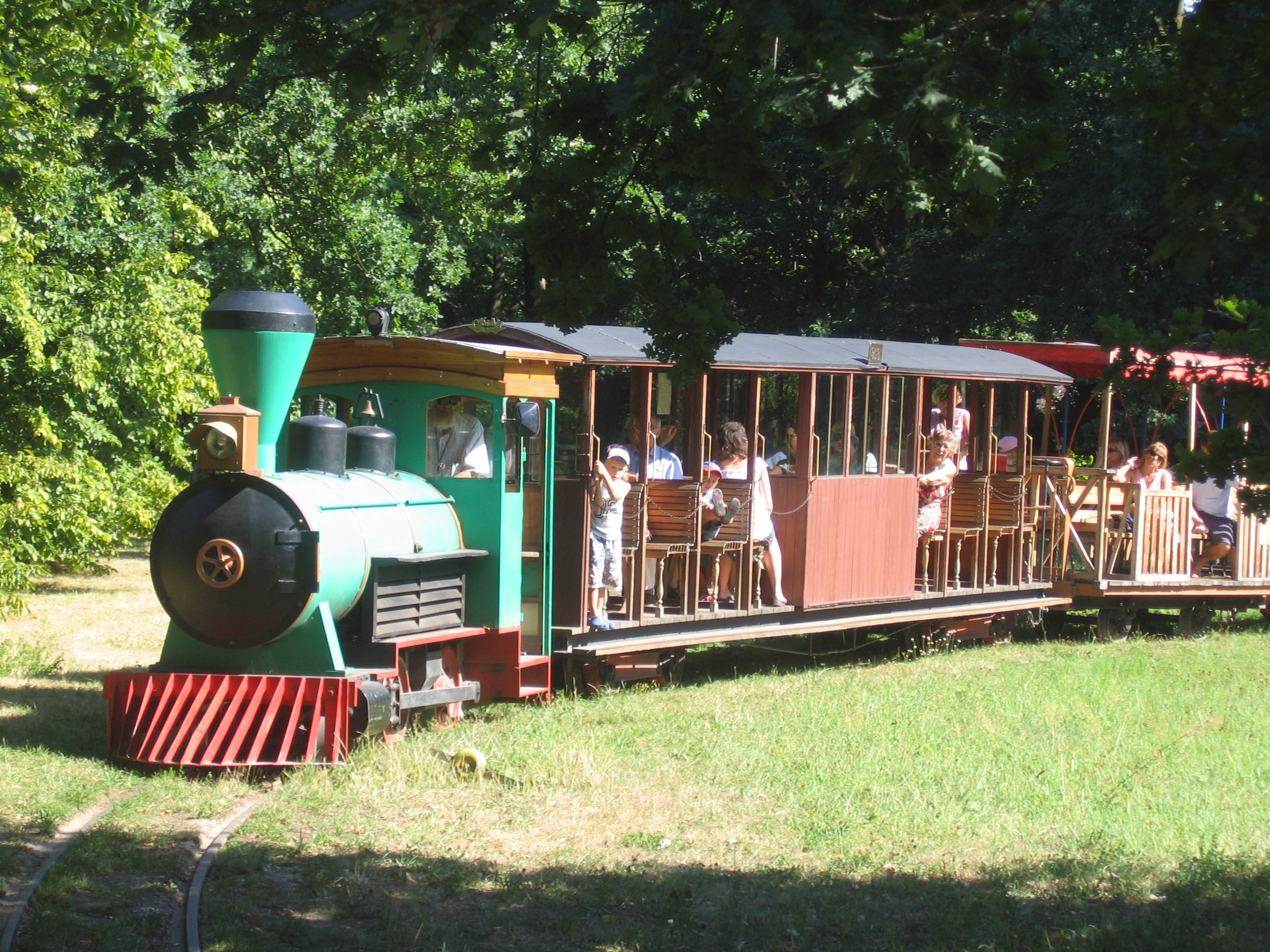
Britzer Parkeisenbahn

Das Gelände kann auf einem fünf Kilometer langen Rundkurs mit der Britzer Parkbahn durchfahren werden. Sie besitzt eine Spurweite von 600 mm und wurde zur Bundesgartenschau 1985 als Gartenschaubahn errichtet. Einige Fahrzeuge entstanden als Nachbauten von historischen Wagen und Loks. Von 1986 bis 2012 war die Anlage die Britzer Museumsbahn. Im Jahr 2014 wurde ein neuer Betreiber gefunden und die Parkbahn ist seitdem wieder in Betrieb. An der Bahn gibt es fünf Haltepunkte: Buckower Damm, Heidehof, Rosengarten, Festplatz, Kalenderplatz. Der Lokschuppen befindet sich auf dem Gelände des Wirtschaftshofs des Parkfriedhofs (Hochspannungsweg 52).

### Kalenderplatz

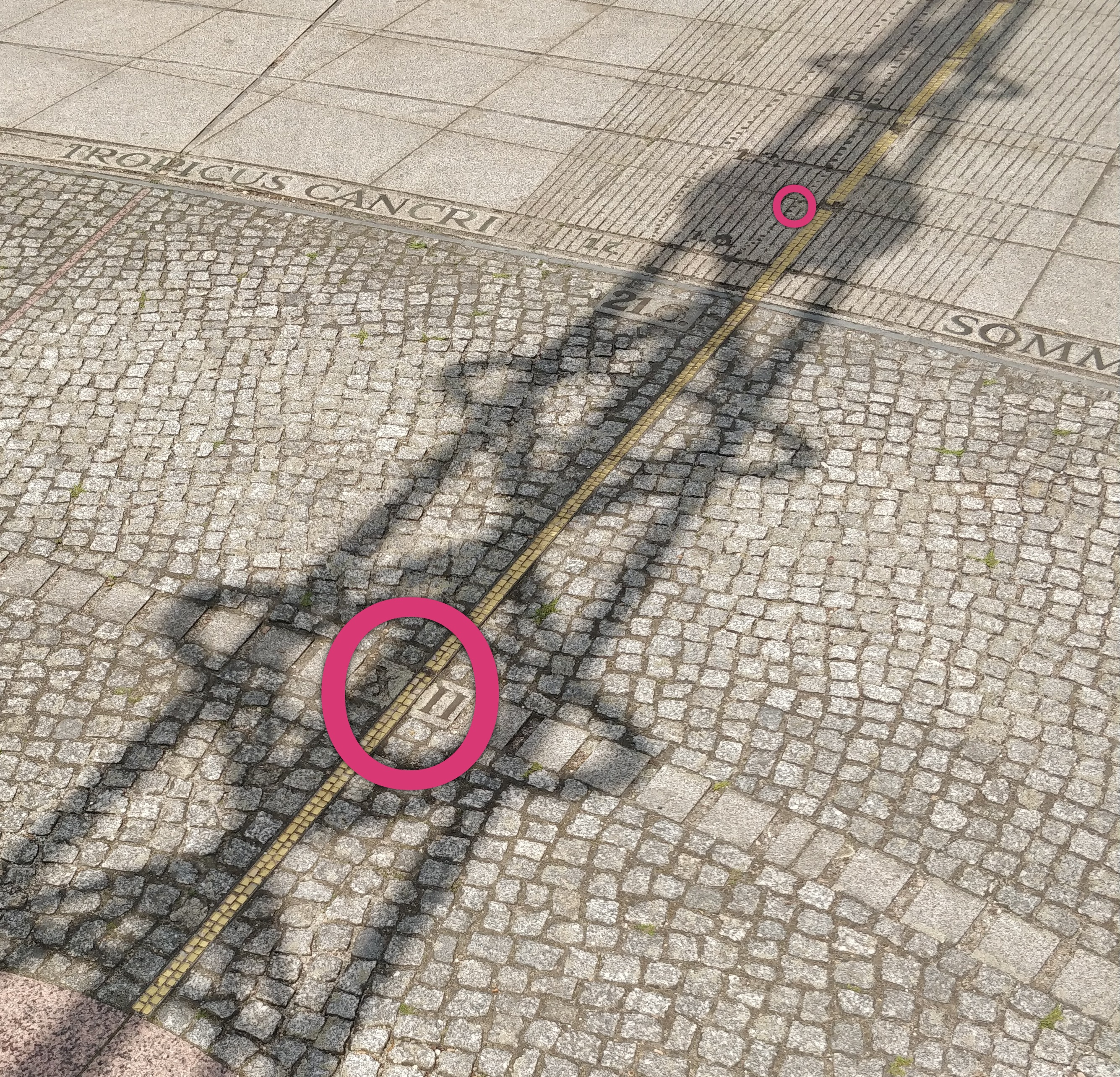
Schatten der Sonnenuhr am Kalenderplatz des Britzer Garten in Berlin. Am Minutenring lässt sich die Zeit ablesen (12 Uhr MEZ bzw. 13 Uhr MESZ). Der Schatten der Sonnenkugel (des Polos) zeigt das Datum (hier: 19. Mai).

Der Kalenderplatz des Britzer Gartens liegt im nordöstlichen Bereich des Parks (52° 26′ 12″ N, 13° 25′ 15″ O) und wurde von den Architekten Clod Zillich, Jasper Halfmann und Jürgen Zilling entworfen. Die große halbkreisförmige Platzfläche mit einem Durchmesser von 99 Metern in der Mitte ist gleichzeitig Zifferblatt der Sonnenuhr und markiert die Sommer- und Wintersonnenwende sowie die Tagundnachtgleiche. Am Minutenring kann die Zeit abgelesen werden. Der Schatten der Sonnenkugel des 14 Meter hohen Polos zeigt das Datum. Der Minutenring verläuft im Radius von sieben Metern um den Fuß des Polos. 24 doppelte Pfeiler runden den Platz ab.

### Veranstaltungen und Sonderschauen
Ganzjährig finden Veranstaltungen und Sonderschauen im Park statt. Am Festplatz am See finden das Sonnenwendfest, Herbstdrachenfest, die Walpurgisnacht, St.-Martins-Umzüge und das Feuerblumen und Klassik Open-Air mit großem Feuerwerk und Jazz- und Klassik-Konzerten statt. Beachtenswert ist die Tulpenschau Tulipan, die jedes Jahr von April bis Mai mit Tulpen in allen Farben und Formen Besuchergruppen anlockt. In den folgenden Monaten ist die Blüte der unzähligen Rhododendren zu bewundern. Die Dahlienschau Dahlienfeuer folgt jährlich im Herbst.

Tulipan – Tulpenschau
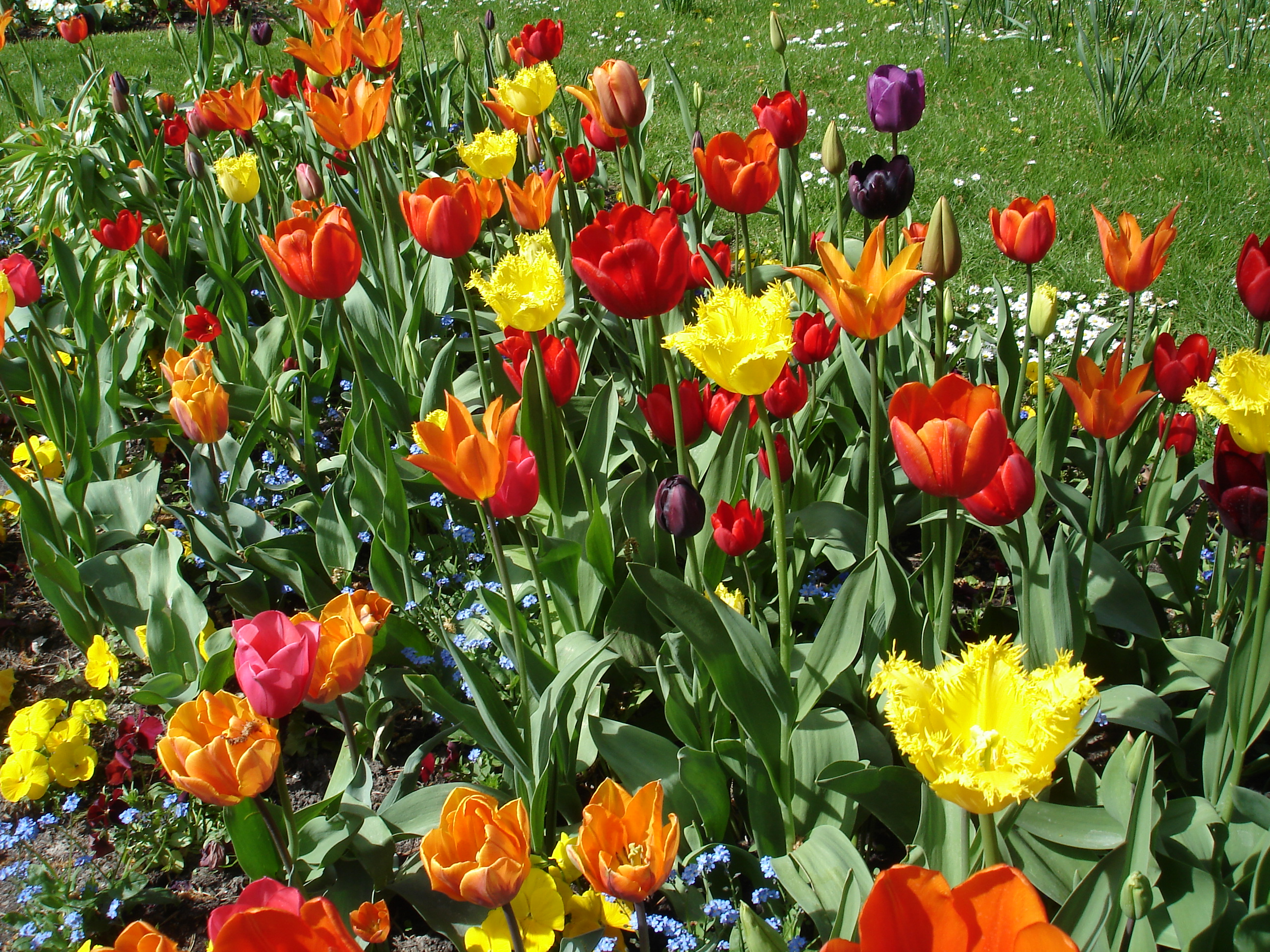
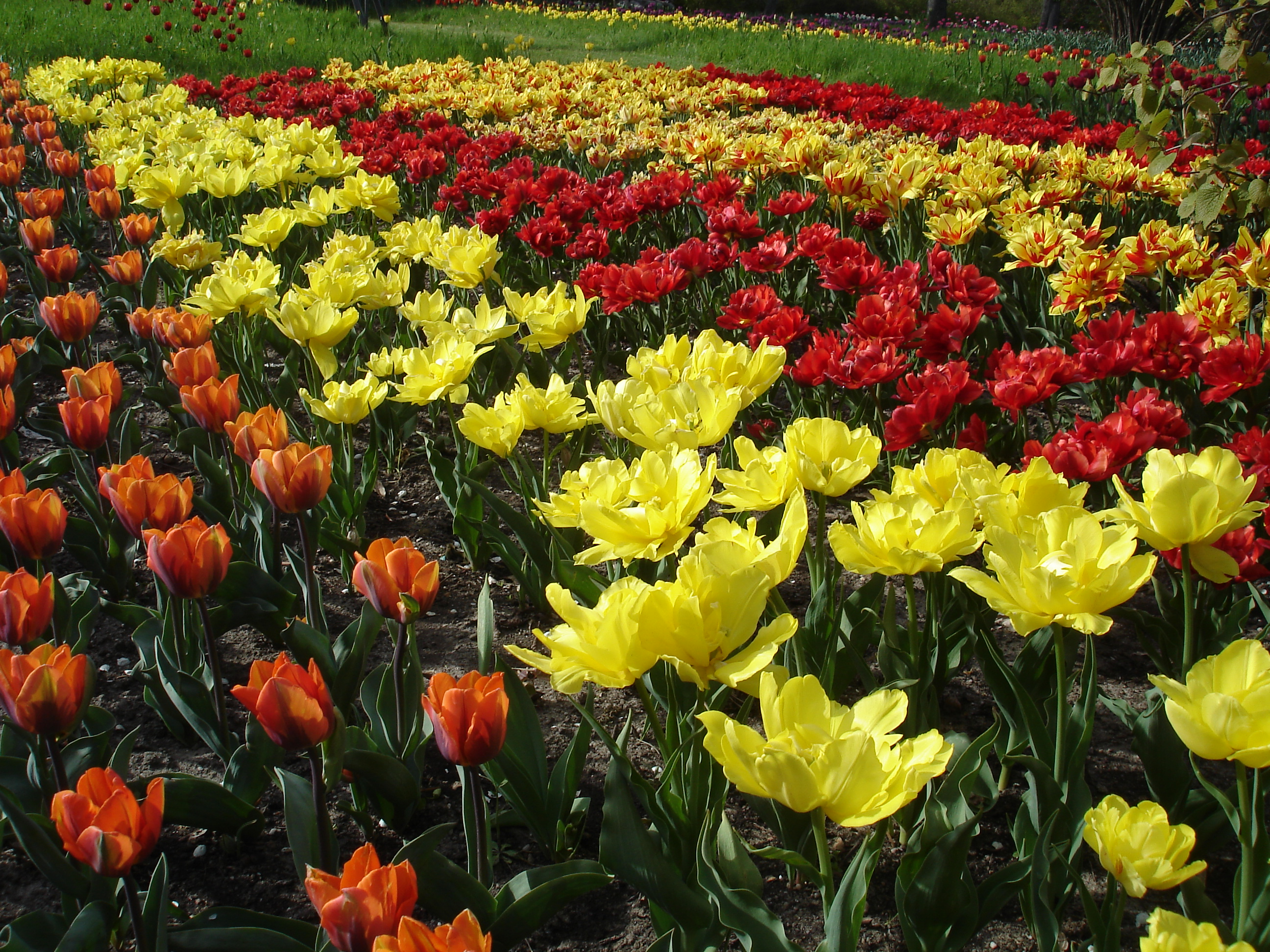

Dahlienschau
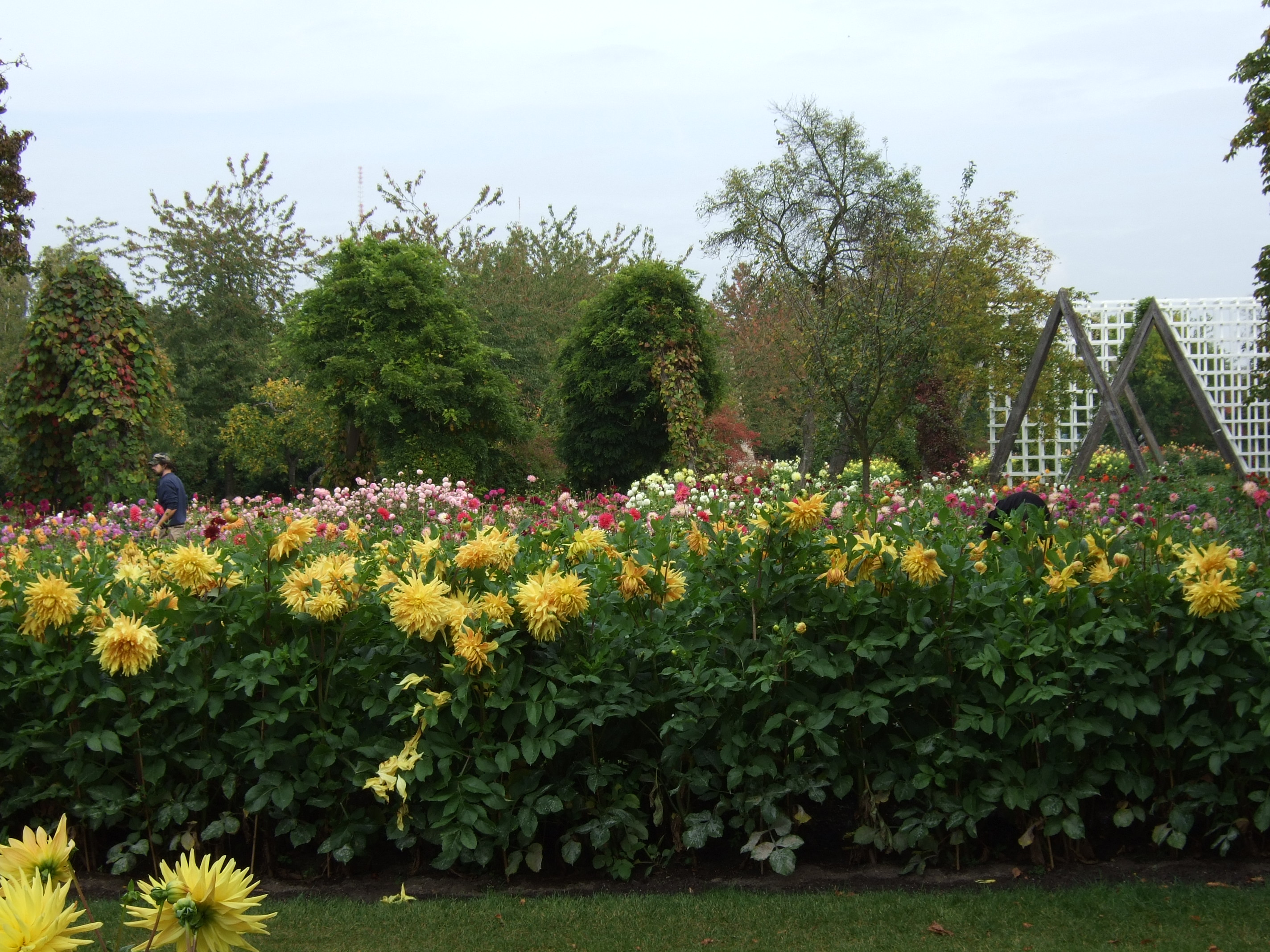
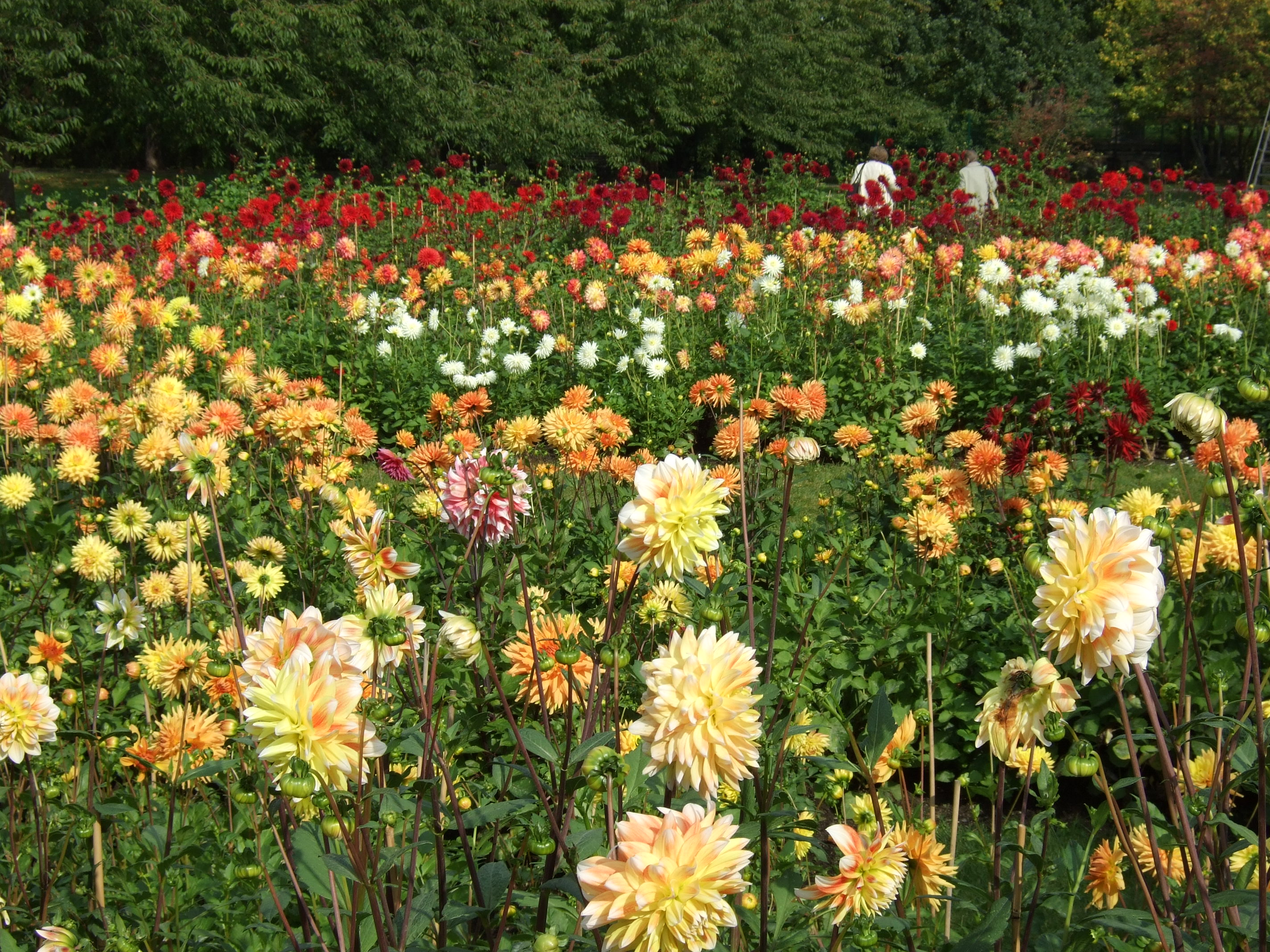
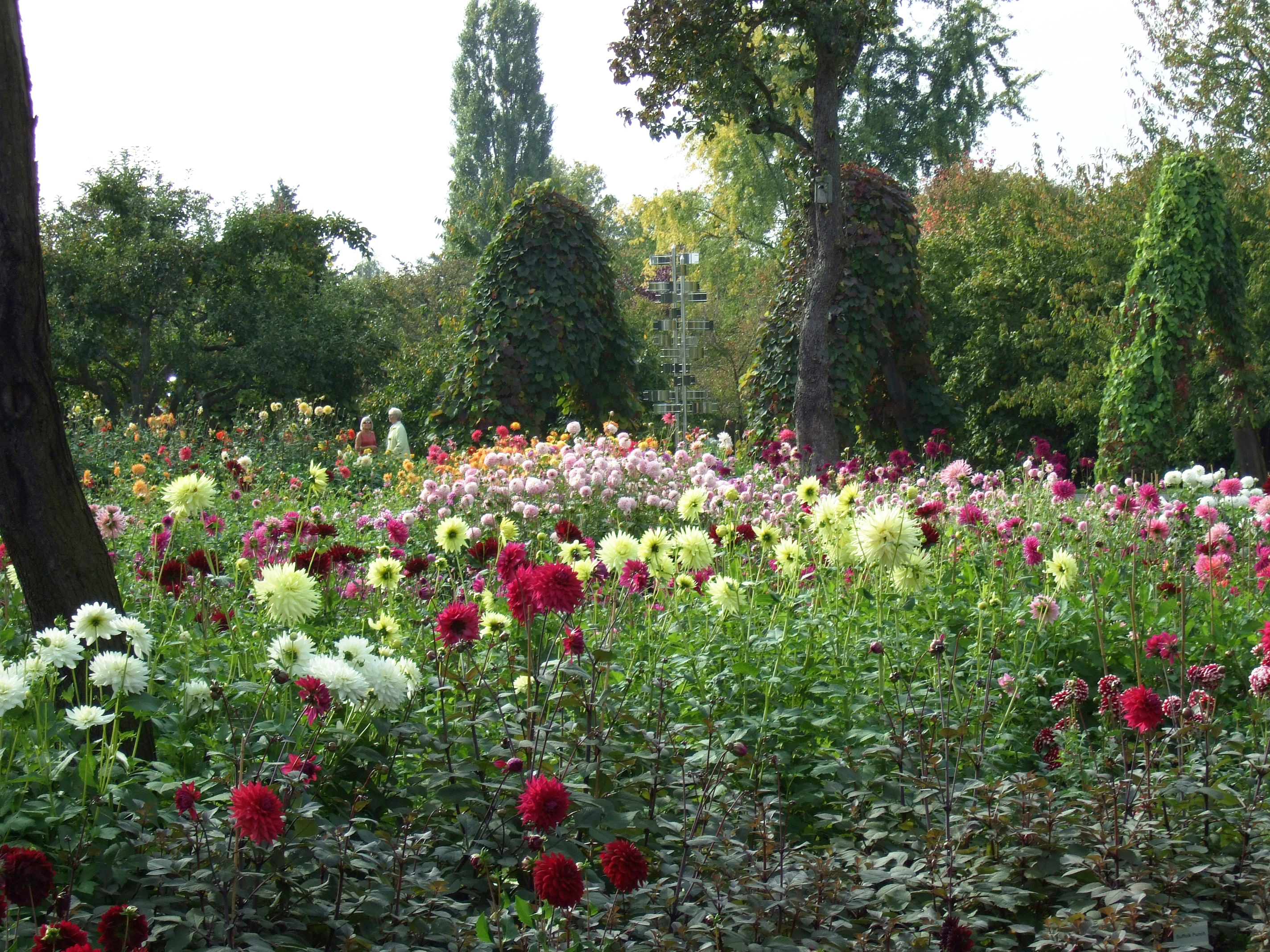

### Bauten
Die Britzer Mühle mit 20 Metern Höhe und einer Flügellänge von zwölf Metern wurde saniert als der Britzer Garten im Zuge der Bundesgartenschau 1985 angelegt wurde. Bei ausreichend Wind wird in einer der beiden letzten voll funktionsfähigen Windmühlen im Berliner Stadtgebiet gemahlen.
Das Café am See entstand nach Entwurf des Architekten Engelbert Kremser in Erdbautechnik und wurde zur Gartenschau 1985 mit eingeweiht. Das Restaurant Seeterrassen, ein Bistro am Kalenderplatz, das kleine Eiscafé Am Modellboothafen und einige weitere Gelegenheiten bieten gastronomische Versorgung.

## Weitere Pflanzen und Tiere
Insgesamt befinden sich auf der Fläche des Britzer Gartens rund 60 heimische und nichtheimische Baumarten. Besonderes Interesse besteht in dem Erhalt und der Pflege der Streuobstwiesen sowie der Himbeer-, Brombeer- und Johannisbeersträucher. An den Pflanzungen sind professionelle Firmen beteiligt aber auch Gartenfreunde mittels Spenden.

Kopfweiden (März 2018)
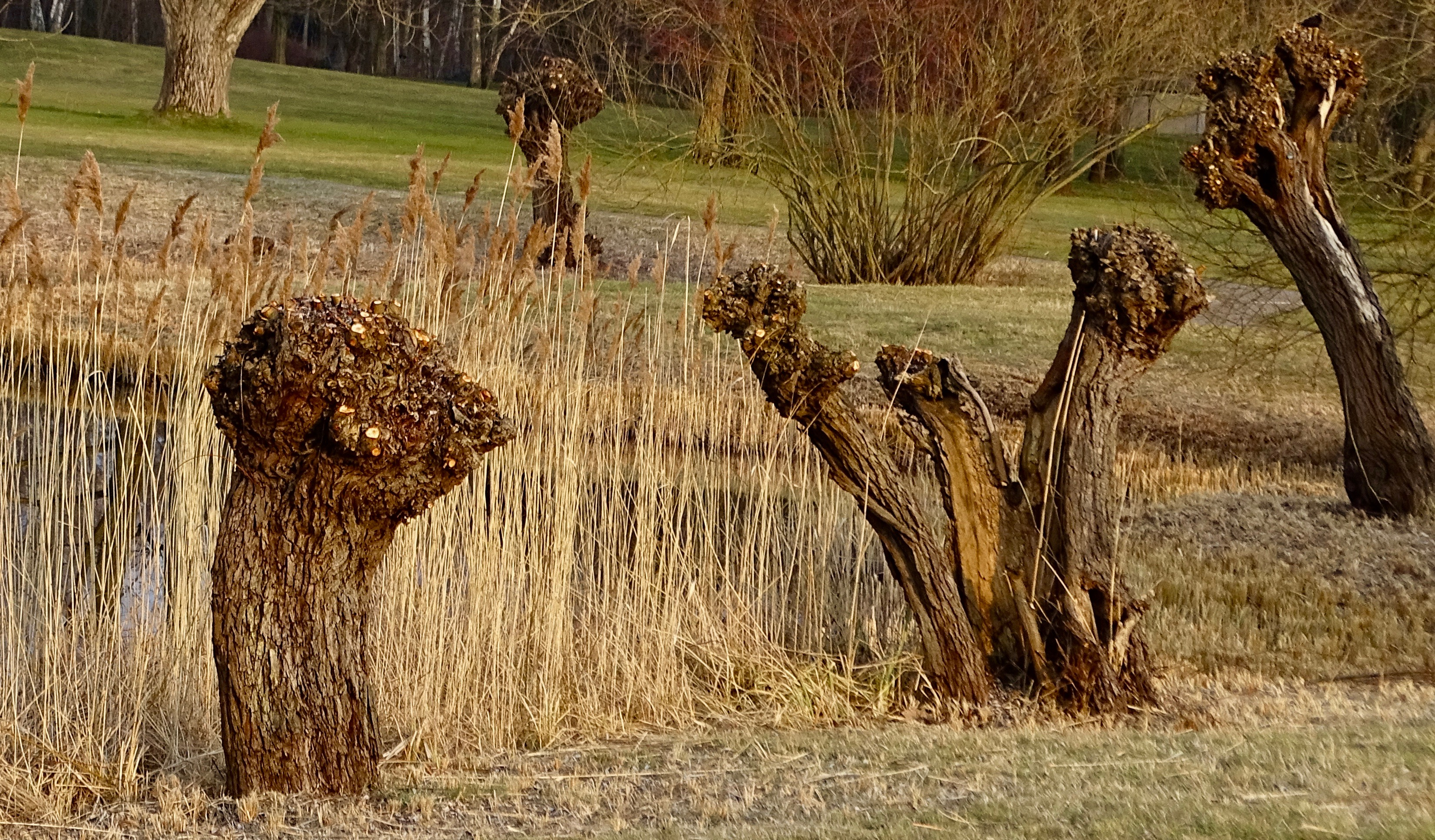
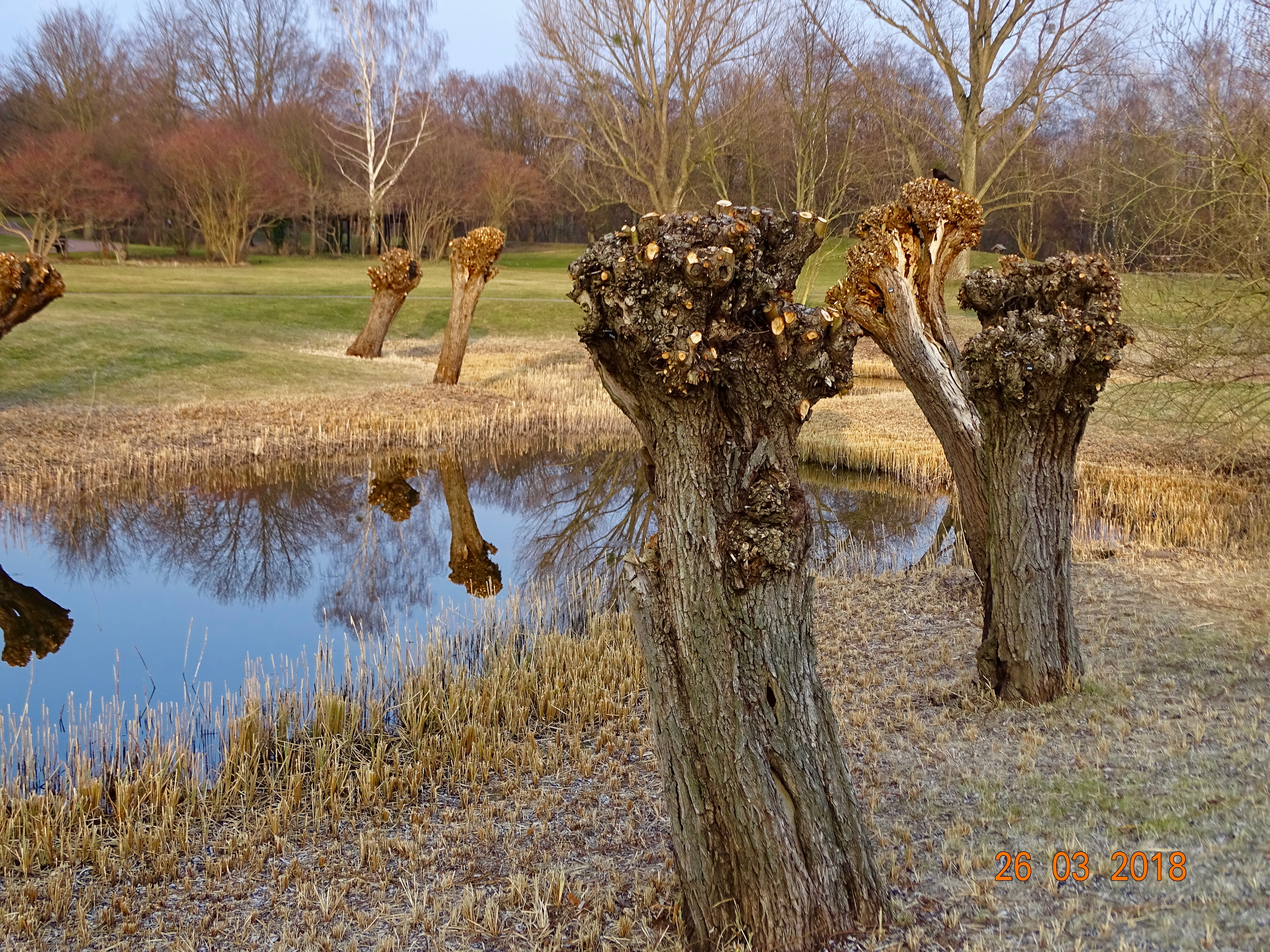
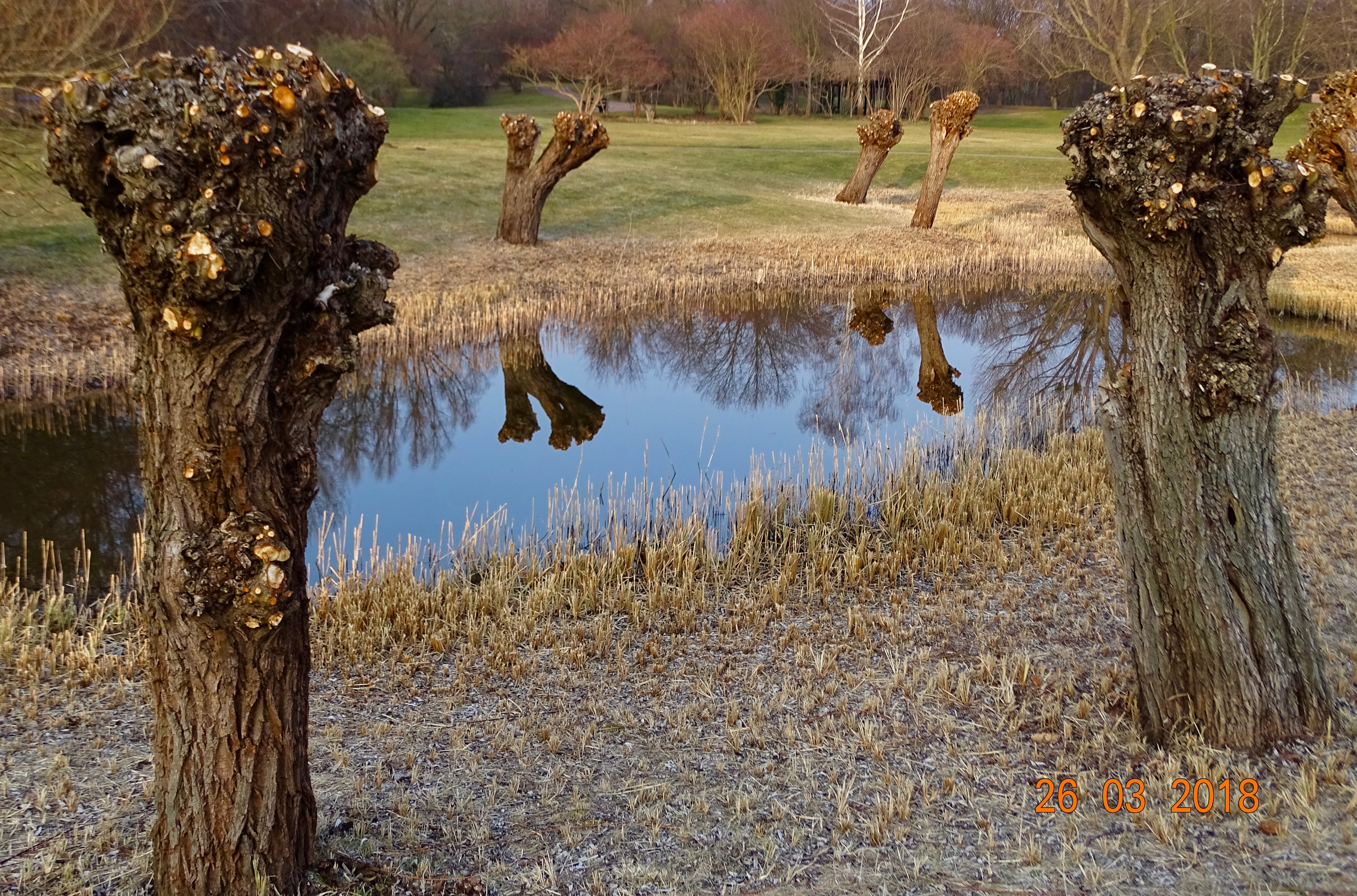
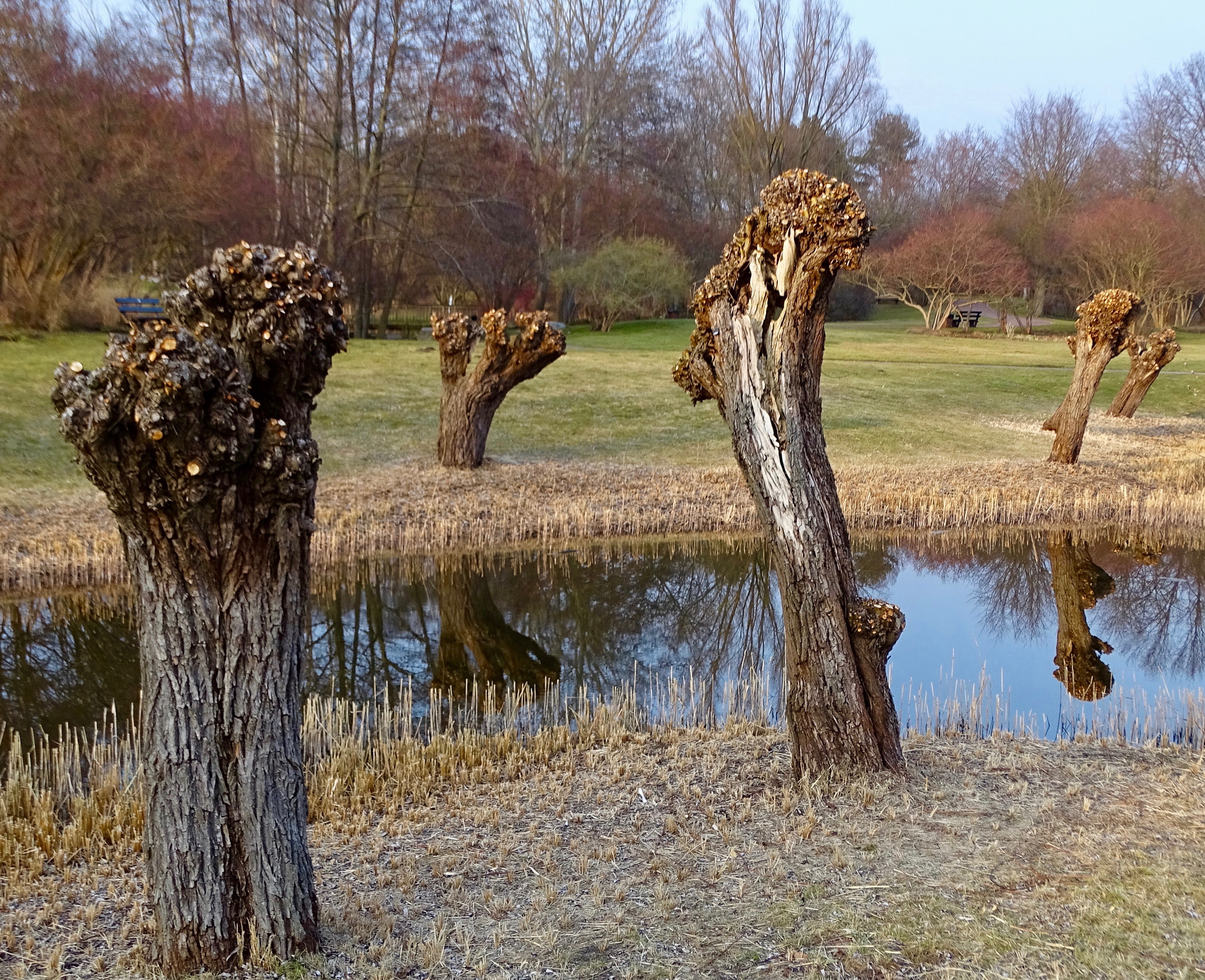
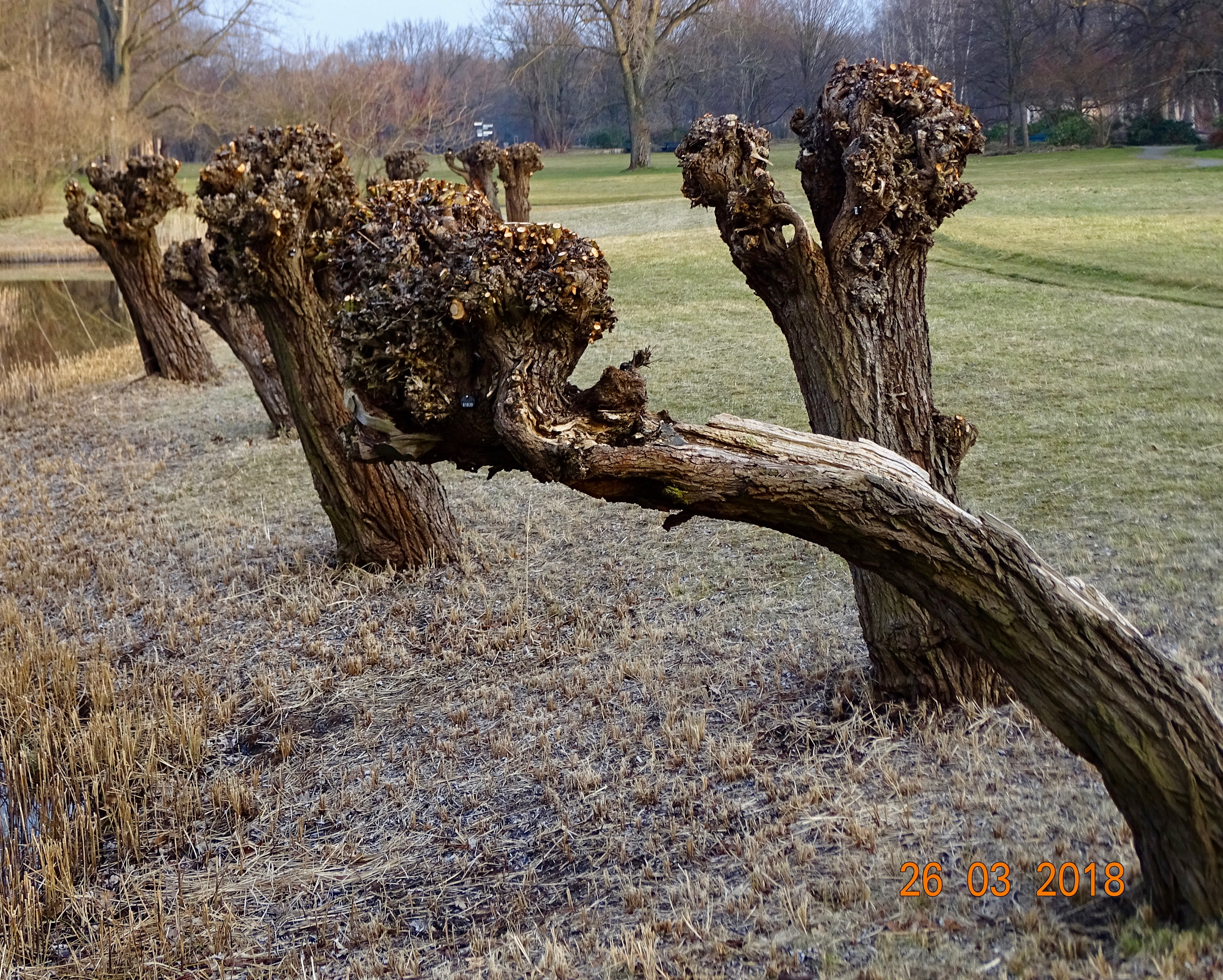
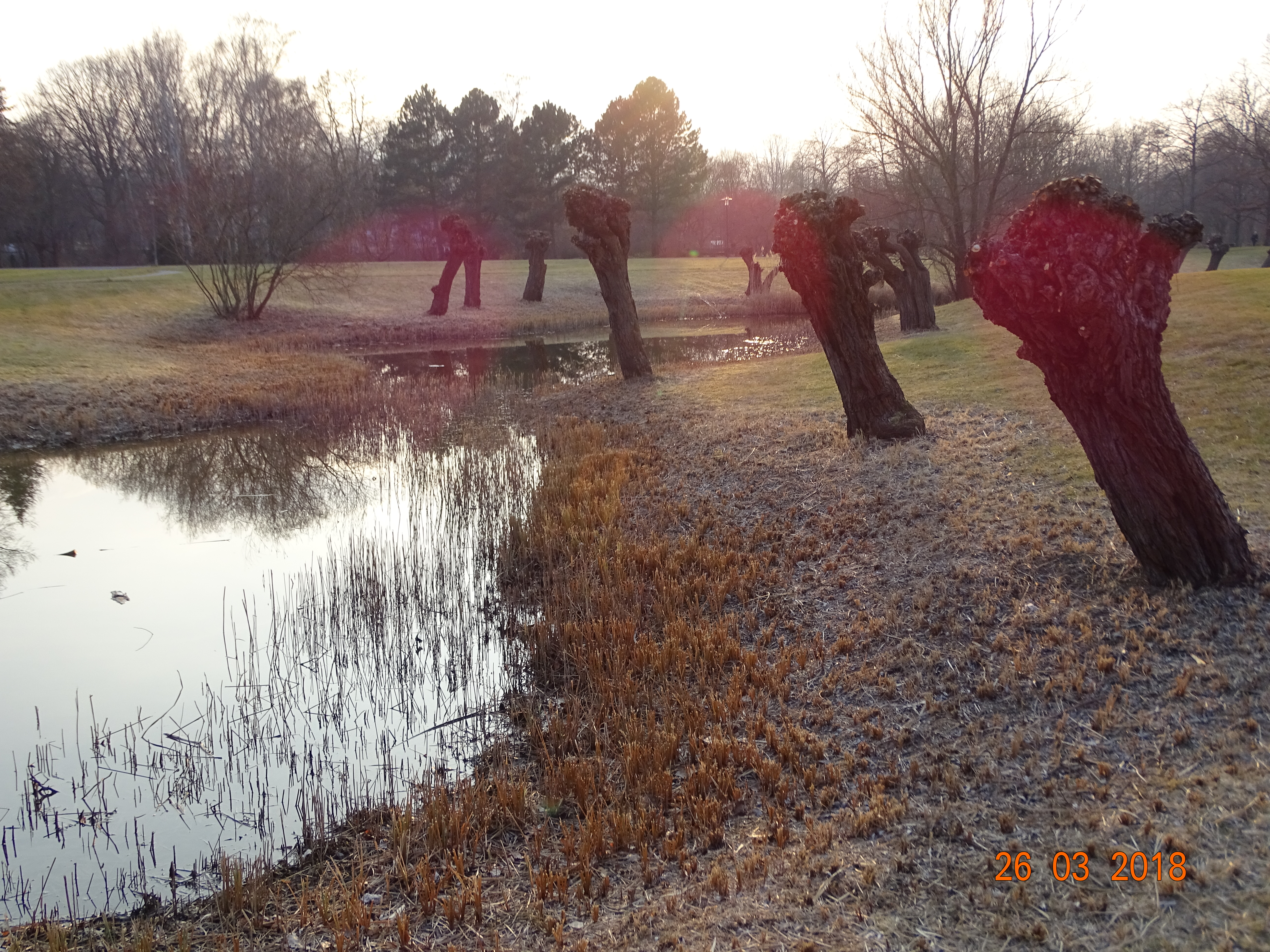

Darüber hinaus gibt es auf eingezäunten Flächen Rinder, Schafe – wie die genügsamen Skudden-Schafe – und Ziegen – beispielsweise eine kleine Herde Thüringer Waldziegen, die gemäß der Liste der Gesellschaft zur Erhaltung alter und gefährdeter Haustierrassen als stark gefährdet gelten. Alle diese Weidetiere dienen auch zur Landschaftspflege. Bereits seit 1985 gibt es Esel in der Anlage, auch Hühner und Enten werden gehalten. Natürlich haben sich in diesem Garten alle Arten von Insekten und auch Wildkräuter ausgebreitet. Die nachtaktiven Tiere können zu extra-Öffnungszeiten bei Führungen beobachtet werden.